# J. Aernoudt-Rossin
Jacky Aernoudt-Rossin is een voormalige Belgische wielerploeg die enkel in 1983 actief was. Deze ploeg, met als belangrijkste sponsor meubelfabrikant Aernoudt uit Oostrozebeke, was de opvolger van de wielerploeg DAF Trucks die een jaar eerder de boeken al dicht deed. Ongeveer de helft van de renners waaronder Dirk Demol, Hennie Kuiper, Adrie van der Poel en zelfs de ploegleiders gingen naar de nieuwe Belgische formatie. De amper 21-jarige Eric Vanderaerden begon hier zijn succesvolle carrière.

## Renners
- Franky De Gendt
- Dirk Demol
- Marc Dierickx
- Nico Emonds
- Hennie Kuiper
- Marcel Laurens
- Henri Manders
- René Martens
- Guy Nulens
- Rudy Rogiers
- Frits van Bindsbergen
- Adrie van der Poel
- Willem Van Eynde
- Philip Vandeginste
- Eric Vanderaerden
- Antonie Vanneste
- Gary Wiggins

## Belangrijkste overwinningen 1983
- Parijs-Roubaix: Hennie Kuiper
- Proloog en 7e etappe Parijs-Nice: Eric Vanderaerden
- Proloog Ronde Van Frankrijk: Eric Vanderaerden
- 2e en 11e etappe Ronde Van Spanje: Eric Vanderaerden